# Basilio Mamani Quispe
Basilio Mamani Quispe (* 14. März 1975 in La Paz, Bolivien) ist ein bolivianischer römisch-katholischer Geistlicher und Weihbischof in La Paz.

## Leben
Basilio Mamani Quispe trat nach dem Besuch des Colegio Mariscal Antonio José de Sucre in das Priesterseminar des Erzbistums La Paz ein, für das er nach dem Studienabschluss an der Universidad Católica Boliviana San Pablo am 8. Mai 2008 das Sakrament der Priesterweihe empfing.
Als Priester war er vor allem in der Pfarrseelsorge tätig, zuletzt ab 2020 als Pfarrer der Pfarrei Santísimo Sacramento in Huajchilla.
Papst Franziskus ernannte ihn am 22. Februar 2022 zum Titularbischof von Naissus und zum Weihbischof in La Paz. Der Erzbischof von La Paz, Percy Lorenzo Galván Flores, spendete ihm und den mit ihm ernannten Weihbischöfen Pedro Luis Fuentes Valencia und Mario Luis Durán Berríos am 5. Mai desselben Jahres in der Kathedrale von La Paz die Bischofsweihe. Mitkonsekratoren waren der Apostolische Nuntius in Bolivien, Erzbischof Angelo Accattino, und der emeritierte Erzbischof von La Paz, Edmundo Luis Flavio Abastoflor Montero.